# Cherno Jobatey

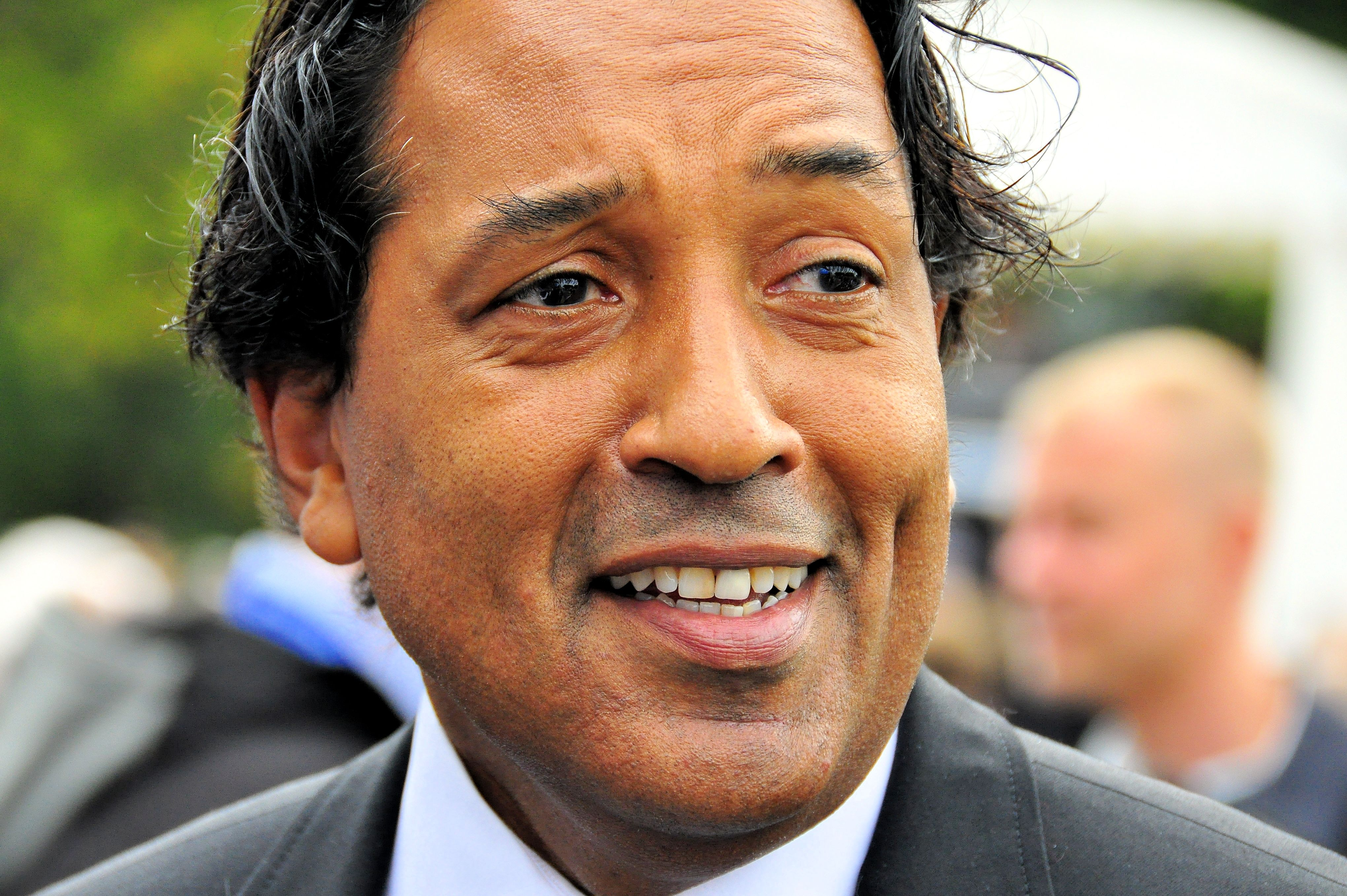
Cherno Jobatey (2014)

Cherno Jobatey (* 6. August 1965 in West-Berlin) ist ein deutscher Journalist und Fernsehmoderator.

## Leben und Arbeit
Der Sohn eines Briten mit gambischem Hintergrund und einer Berlinerin wuchs in einer fünfköpfigen Familie ohne Vater auf. Er studierte am Berliner Otto-Suhr-Institut Politikwissenschaft und mit einem im vierten Semester erhaltenen DAAD-Stipendium ein Jahr Musik in Los Angeles am Musicians’ Institute Hollywood.
Im Anschluss an seinen USA-Aufenthalt arbeitete Jobatey als freier Mitarbeiter beim Sender RIAS. Er schrieb später Konzertkritiken für die Zeit und den Spiegel. Über den Sender Freies Berlin wurde er in den 1990er Jahren Moderator diverser ARD-Sendungen, unter anderem 1998 bis 2002 bei Verstehen Sie Spaß? Von 1992 bis 2012 war er Teil des Moderatorenteams des ZDF-Morgenmagazins. 1997 erhielt Jobatey eine Arthur F. Burns Fellowship für ein viermonatiges Praktikum in den Paramount Studios (Hollywood).
Von 1998 bis 2003 präsentierte er die Talkshow Cherno – Die RBB-Talkshow im rbb. Im Januar 2013 wurde er nach 20 Jahren von Mitri Sirin als Moderator des ZDF-Morgenmagazins abgelöst; als Gesellschaftsreporter arbeitet er weiter für die Sendung, seit 2018 auch für das ZDF-Mittagsmagazin. Von 2010 bis 2012 moderierte er die interaktive Politsendung log in auf ZDFinfo.
2009 hatte Jobatey einen Gastauftritt im Kinofilm Horst Schlämmer – Isch kandidiere! Seit dem 1. Oktober 2010 ist Jobatey Pate des Heinrich-Hertz-Gymnasiums in Berlin-Friedrichshain für das Projekt „Schule ohne Rassismus“.
Jobatey war Herausgeber (Editorial Director) der seit 10. Oktober 2013 erscheinenden deutschen Ausgabe der Huffington Post bis zu deren Einstellung am 31. März 2019. Im Jahr 2013 nahm Jobatey einen Lehrauftrag im Fach Wirtschaftskommunikation an der Hochschule Mittweida (University Of Applied Sciences) an.
Jobateys „Markenzeichen“ war früher, dass er meistens Basketballschuhe zum Anzug trug.
Im November 2013 war er neben Melody Sucharewicz einer der Moderatoren des 3. Israelkongresses. Im August 2018 war er für kurze Zeit Moderator der Siegerehrungen der Leichtathletik-Europameisterschaften 2018 in Berlin, wurde jedoch vorzeitig entlassen.

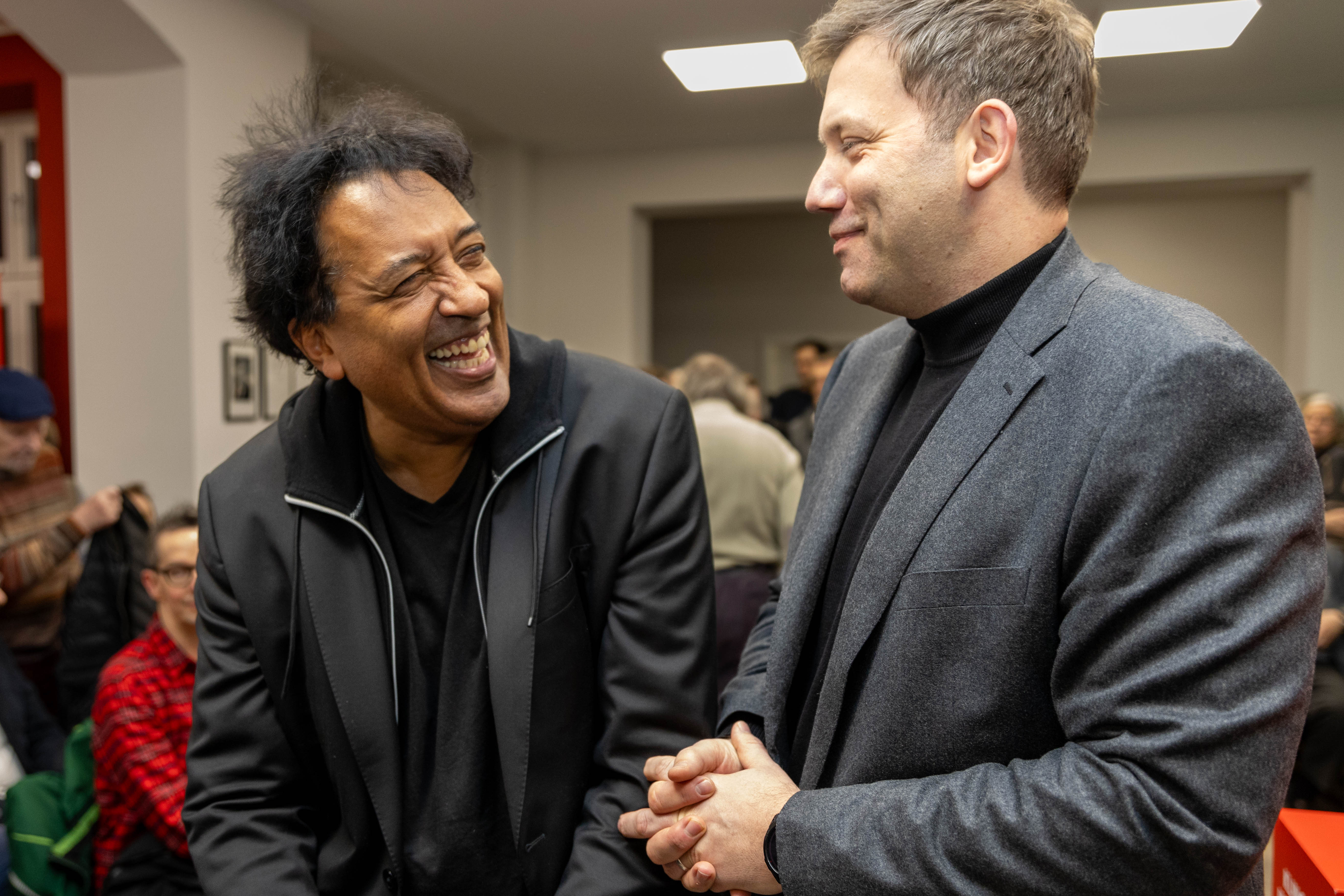
Cherno Jobatey (links) mit Lars Klingbeil (2025)

Seit September 2019 ist Jobatey Editor-at-Large bei Focus Online. Er moderiert zudem für das ZDF die Rubrik „mima-helden“.
Im März 2022 schlüpfte Jobatey in die Rolle der Möwe in The Masked Singer.

## Auftritt beiZimmer frei!und Legasthenie
Jobatey kämpfte als Kind gegen seine Legasthenie und überwand sie innerhalb weniger Jahre. Nachdem er dies im Fragebogen des FAZ-Magazins vom 11. September 1998 als seine größte Leistung genannt hatte, wurde die Legasthenie in der Aufzeichnung der für den 7. Februar 1999 vorgesehenen Fernsehsendung Zimmer frei! gleich zum Auftakt mehrfach in sehr ironischer Weise von den Moderatoren thematisiert. Jobatey verließ daraufhin zunächst das Studio und kehrte erst nach neun Minuten wieder zurück. Auf Wunsch des ARD-Vorsitzenden Peter Voß, der auch Intendant des für Jobateys Sendung Verstehen Sie Spaß? verantwortlichen SWR war, wurde die Aufzeichnung vom WDR Fernsehen zunächst nicht gesendet. Sie wurde erst am 23. November 2003 ausgestrahlt. Die ursprüngliche Darstellung des WDR, Jobatey selbst habe bis dahin einer Ausstrahlung widersprochen, wurde später von der Redaktion von Zimmer frei! dementiert.

## Sonstiges
In dem deutschen Spielfilm Löwenzahn – Die Reise ins Abenteuer, der 2005 zum 25-jährigen Jubiläum der Fernsehreihe Löwenzahn produziert wurde, spielte Cherno Jobatey einen Pferdepfleger.

## Veröffentlichungen
- Fit wie ein Turnschuh – Minimaler Aufwand, maximaler Erfolg, Knaur 2005, ISBN 3-426-64112-7.
- Geld spielt (k)eine Rolle (Co-Autor), ars edition 1997, ISBN 3-596-80656-9.